# Fluda araguae
Fluda araguae är en spindelart som beskrevs av Galiano 1971. Fluda araguae ingår i släktet Fluda och familjen hoppspindlar. Inga underarter finns listade i Catalogue of Life.